# Tiny Doll
Elly Annie Schneider (23 de Julho de 1914 – 6 de Setembro de 2004) foi uma atriz e atração de freak show que foi membro do grupo "The Doll Family" e também atuou no filme de 1939 O Mágico de Oz.
Nascida em Stolpen, Alemanha, ela se mudou para os Estados Unidos em 1925 para acompanhar seus três irmãos anões. Ela media apenas 99 cm e pesava cerca de 21 kg.

## The Doll Family
Os quatro irmãos Harry, Gracie, Daisy, e Tiny são os anões que dão as boas vindas a Dorothy quando ela chega a Munchkinland em uma cena de 10 minutos no filme O Mágico de Oz. Ela também apareceu em Sailors, Beware um curta metragem de 1927 de Laurel e Hardy e no filme clássico, Freaks em 1932, ela atuou no Ringling Brothers Barnum and Bailey Circus e no Christina Brothers Circus.